# Oberes Schmiechtal
Oberes Schmiechtal ist ein Naturschutzgebiet auf dem Gebiet der baden-württembergischen Stadt Schelklingen im Alb-Donau-Kreis.

## Kenndaten
Das Naturschutzgebiet wurde mit Verordnung des Regierungspräsidiums Tübingen vom 29. Juni 2001 ausgewiesen und hat eine Größe von 121 Hektar. Es wird unter der Schutzgebietsnummer 4.302 geführt. Der CDDA-Code für das Naturschutzgebiet lautet 318890 und entspricht der WDPA-ID.

## Lage
Das Gebiet Oberes Schmiechtal liegt rund drei Kilometer östlich von Mehrstetten, es erstreckt sich rund fünf Kilometer entlang der Schmiech zwischen den Schelklinger Ortsteilen Gundershofen und Hütten. Es wird fast vollständig umschlossen vom rund 4398 Hektar großen Landschaftsschutzgebiet Nr. 4.25.121 Schelklingen und ist auch Teil des FFH-Gebiets Nr. 7623-341 Tiefental und Schmiechtal, das 3304 Hektar groß ist. Das Obere Schmiechtal liegt im Naturraum 094-Mittlere Kuppenalb innerhalb der naturräumlichen Haupteinheit 09-Schwäbische Alb.

## Schutzzweck
Wesentlicher Schutzzweck ist laut Schutzgebietsverordnung die Erhaltung und Pflege von drei landschaftsprägenden Wacholderheiden mit faunistischer und floristischer Artenvielfalt. Diese für die Schwäbische Alb typischen Landschaftselemente nebst den direkt an die Heiden angrenzenden artenreichen Waldgesellschaften auf den Oberhängen, die Waldschlucht »Bärental« und die Felsen und Höhlen gilt es zu bewahren. Erhalten werden sollen auch die Vegetation und Fauna des Feuchtgebiets »Talwiesen am Schwarzen Weiher«.
Schutzzweck ist insbesondere:
- die Erhaltung einer seit Jahrhunderten durch Bewirtschaftung beeinflussten Kulturlandschaft und die Sicherung von zum Teil europäisch bedeutenden Lebensräumen;
- die Bewahrung und Förderung bedeutender Pflanzen-, Schmetterlings- und Vogelbiotope in den Wacholderheiden und in den typischen Kalk-Buchenwäldern trockenwarmer und frischer Standorte der Schwäbischen Alb;
- die Sicherung einer artenreichen Kleebwaldflora im Ahorn-Eschen-(Schlucht-)Wald des »Bärentals« und eines artenreichen Feuchtgebiets in der Talaue;
- der Erhalt der landschaftsprägenden Eigenart der Wacholderheiden, die als Zeugnis der früheren Bewirtschaftungsweise von hohem landeskulturellem Wert sind, durch Pflegemaßnahmen und die Förderung der Schafbeweidung in traditioneller Hütehaltung zur Sukzessionskontrolle im Rahmen einer überörtlichen Vernetzung mit anderen Weideflächen;
- die Erhaltung der geomorphologisch bemerkenswerten Steilhänge, Felsköpfe und Höhlen;
- die Erhaltung des Gebiets als integralen Bestandteil einer Biotopvernetzung und Landschaftsentwicklung, und damit auch zur Sicherung von wertvollen Erholungsflächen.